# Bok (geslacht)
Bok is een uit Friesland afkomstig geslacht dat bestuurders en academici voortbracht.

## Geschiedenis
De stamreeks begint met Harmen Jansen die in 1705 met zijn echtgenote  Welmoed Hiddes een huis kocht te Paesens; vrouwelijk nageslacht verkreeg vervolgens vaak de voornaam Welmoed/Welmoet. Hun nageslacht in de eerste generaties werd schipper, onder andere bij de VOC. Vanaf de vierde generatie, met mr. Willem Bok (1800-1872), volgde nageslacht academische studies en bekleedde bestuursfuncties. Vier zonen van de laatstgenoemde vormden de Amerikaanse, Nederlandse en Zuid-Afrikaanse takken. De eerste bracht het tot vooraanstaande functies in de Amerikaanse academische wereld, de tweede bracht juristen en medici voort, terwijl de Zuid-Afrikaanse tak een regeringslid voortbracht en de naam gaf aan de plaats Boksburg. Opvallend veel (aangetrouwde) leden van het geslacht verkregen de titel van doctor honoris causa.

## Wapen

### Geschiedenis
Het wapen werd door verschillende telgen in de 19e eeuw gevoerd. Mr. Willem Bok (1800-1872) voerde een enigszins afwijkend wapen. Het wapen werd tevens aangenomen als dat van de Zuid-Afrikaanse stad Boksburg.

### Beschrijving
In goud een blauwe klimmende griffioen, getongd en genageld van rood, de staart tussen de achterpoten. Helmteken: de griffioen van het schild uitkomend, houdende in de rechter voorklauw een rode tulp, gesteeld en bebladerd van groen. Dekkleden: goud en blauw. Wapenspreuk: Respice finem.

## Enkele telgen
Mr. Willem Bok (1800-1872), notaris en advocaat te Den Burg (Texel), secretaris en opperstrandvonder van Texel
- Willem Jan Hidde Bok (1829-1881), emigreerde naar Amerika, vertaler Western Union Telegraph Cy in New York, stamvader van de Amerikaanse tak
  - Eduard Willem Gerard Cesar Hidde (Edward William) Bok (1863-1930), oprichter van diverse kranten en tijdschriften, journalist en schrijver, winnaar van de Pulitzer Prize (1921), Hon. LL.D.; trouwde in 1896 met Mary Louise Curtis (1876-1970), oprichter, voorzitter en directeur van de Curtis Institute of Music, Hon. L.H.D., Hon. Mus.D.; zij hertrouwde in 1943 met Efrem Zimbalist (1889-1985), violist, componist en dirigent
    - William Curtis Bok (1897-1962), rechter van het Supreme Court van Pennsylvania, auteur, vicevoorzitter en directeur van The Curtis Institute of Music, Hon. L.H.D.
      - Margaret Welmoet Bok B.A. (1925-1998); trouwde in 1949 (te Amsterdam) met Reijnout Adrianus Roland Holst (1920-1998), dierenarts en -chirurg, zoon van kunstenares Annie Roland Holst-de Meester (1893-1987)
      - Prof. dr. Derek Curtis Bok MA (1930), hoogleraar rechten en voorzitter van Harvard University, Hon. LL.D.; trouwde in 1955 met prof. dr. Sissela Ann Myrdal Ph.D. (1934), hoogleraar filosofie en ethiek dochter van twee Nobelprijswinnaars: Gunnar Myrdal (1898-1987) en Alva Myrdal (1902-1986)
        - Prof. dr. Hilary Bok BA, Ph.D. (1959), hoogleraar Bioethics and Moral & Political Theory aan de Johns Hopkins University

      - Enid Bok (1939); trouwde in 1975 met Ferdinand Paul Schoettle (1933), hoogleraar rechten aan de University of Minnesota

    - Cary William Bok BA (1905-1970), vicevoorzitter Curtis Publishing Cy, voorzitter en directeur van The Curtis Institute of Music
- Dr. Joannes Wilhelmus Bok (1831-1889), remonstrants predikant en stamvader van de eerste Nederlandse tak
- Maria Geertruida Welmoet Bok (1835-1888); trouwde in 1860 met dr. Bruno Joannes Tideman (1834-1883), hoogleraar scheepsbouw aan de polytechnische school te Delft en dr. h.c. van Leiden, lid van de Koninklijke Nederlandse Akademie van Wetenschappen
- Welmoet Pauline Bok (1836-1921); trouwde in 1883 met prof. dr. Thomas Theodorus Hendrikus Jorissen (1833-1889), hoogleraar algemene geschiedenis aan de Universiteit van Amsterdam, dr. h.c. van Leiden, lid van de Koninklijk Nederlandse Akademie van Wetenschappen
- Willem Henri Bruno Bok (1838-1884), notaris en consul, stamvader van de tweede Nederlandse tak
- Alida Johanna Geertruida Welmoet Bok (1839-1923); trouwde in 1873 met dr. Johannes Dyserinck (1835-1912), doopsgezind predikant, letterkundige, dr. h.c. van Leiden
- Willem Eduard Bok (1846-1904), secretaris van Kruger en Joubert tijdens de onderhandelingen te Londen 1877-78, staatssecretaris van de Republiek van Zuid-Afrika, regeringscommissaris te Johannesburg, naamgever van Boksburg, stamvader van de Zuid-Afrikaanse tak
  - Mr. dr. Willem Eduard Bok (1880-1956), advocaat, privésecretaris van generaal Botha, rechter Hooggerechtshof van Zuid-Afrika
  - Pierre Jean Louis Bok, B.Sc. (1882-1961), mijningenieur
    - Prof. dr. Louis Dennis Corydon Bok MSc. (1915), hoogleraar aan de universiteit van Oranje Vrijstaat

  - Elisabeth Christina Sofia Adriana Bok (1884-1963); trouwde in 1914 met prof. mr. dr. William Mortimer Robertson Malherbe (1875-1964), hoogleraar rechten aan de universiteit van Stellenbosch

Geslachten die opgenomen zijn in het sinds 1910 verschijnende genealogische naslagwerk Nederland's Patriciaat. Lijst volgens opgave van het CBG Centrum voor familiegeschiedenis.
A · B · C · D · E · F · G · H · I · J · K · L · M · N · O · P · Q · R · S · T · U · V · W · Y · Z